# 伊諾森西亞
19°43′33″S 51°55′48″W / 19.72583°S 51.93000°W
伊諾森西亞（葡萄牙語：Inocência），是巴西的城鎮，位於該國西部，由南馬托格羅索州負責管轄，始建於1959年4月4日，面積5,776平方公里，海拔高度502米，2014年人口7,687，人口密度每平方公里1.32人。